# George Raymond Satchler
George Raymond „Ray“ Satchler (* 14. Juni 1926 in London; † 28. März 2010 in Shelton, Washington) war ein britischer Kernphysiker.

## Leben
Satchler diente im Zweiten Weltkrieg in der Royal Air Force und studierte dann an der Universität Oxford, wo er 1951 seinen Master-Abschluss erhielt und 1955 am Clarendon Laboratory promovierte. Als Postdoc war er 1956/57 an der University of Michigan und 1956 bis 1959 bei Imperial Chemical Industries. Danach ging er ans Oak Ridge National Laboratory, wo er 1959 ständiges Mitglied wurde und bis zu seinem Ruhestand 1996 blieb. Ab 1994 war er außerdem Professor an der University of Tennessee.
Satchler befasste sich mit Kernreaktionen (speziell direkten Kernreaktionen) und schrieb darüber zwei Lehrbücher. Ein Satz über den Zusammenhang der Multipolverteilung eines optischen Potentials und dem der Nukleonen-Verteilung ist nach ihm benannt.

## Ehrungen
1961 wurde er Fellow der American Physical Society. 1977 erhielt er den Tom-W.-Bonner-Preis für Kernphysik.

## Schriften
Fachartikel
- G. Ray Satchler: Outline of the development of the theory of direct nuclear reactions. In: Reviews of Modern Physics. Band 50, Nr. 1, 1. Januar 1978, S. 1–10, doi:10.1103/RevModPhys.50.1.

Monographien
- G. R. Satchler: Direct nuclear reactions. Oxford University Press, Oxford 1983, ISBN 0-19-851269-4.
- G. R. Satchler: Introduction to Nuclear Reactions. Oxford University Press, 1990, ISBN 0-19-520841-2 (archive.org).
- D. M. Brink, G. R. Satchler: Angular momentum. 3. Auflage. Clarendon Press (OUP), Oxford 1962, ISBN 978-0-19-851759-7.